# Зоря (Синельниківський район)
Зоря́ — село в Україні, у Васильківській селищній громаді Синельниківського району Дніпропетровської області. Населення становить 285 осіб.

## Географія
Село Зоря розташоване за 89 км від обласного центру та 42 км від районного центру, в  центральній частині Синельниківського району. На півдні межує з селом Червона Долина, на сході з селищем Васильківка та на заході з селом Красне, за 6 км від лівого берега річки Вовча, селом тече пересихаючий струмок із загатою. Поруч пролягає залізниця, пасажирський зупинний пункт Крутоярка (за 2,5 км).

## Історія
12 червня 2020 року, відповідно до розпорядження Кабінету Міністрів України № 709-р від «Про визначення адміністративних центрів та затвердження територій територіальних громад Дніпропетровської області», увійшло до складу Васильківської селищної громади.
19 липня 2020 року, в результаті адміністративно-територіальної реформи та ліквідації Васильківського району, село увійшло до складу новоутвореного Синельниківського району.